# Hard to Be a God
Hard to Be a God est un jeu vidéo de rôle développé par Burut Software et édité par Akella, sorti en 2007 sur Windows. Il est adapté du roman Il est difficile d'être un dieu d'Arcadi et Boris Strougatski.

## Accueil
- Jeuxvideo.com : 8/20[1]